# Marek Rona
Marek Rona (ur. 1960, zm. 26 maja 2012) – bydgoski plastyk i rzeźbiarz. 
Uprawiał wiele dziedzin sztuk plastycznych (malarstwo, grafika, karykatura, rzeźbiarstwo, medalierstwo). Ilustrator książek dla dzieci i dorosłych, projektant opakowań i różnorodnych form użytkowych. Twórca pomników, tablic pamiątkowych (m.in. Józefa Rufina Wybickiego, Józefa Piłsudskiego, Rudolfa Modrzejewskiego, Szczepana Jankowskiego oraz pomordowanych działaczy Towarzystwa Miłośników Miasta Bydgoszczy), popiersi, medali i statuetek. 
Autor rekonstrukcji Pomnika Najświętszego Serca Jezusa z 1932 na placu Poznańskim w Bydgoszczy (2010) oraz Ławeczki Władysława Sikorskiego w Inowrocławiu (2005). Twórca masek do „Szopki Bydgoskiej”, realizowanej razem z satyrykiem Zdzisławem Prussem. Artysta Roku 2004 bydgoskiego wydania Gazety Wyborczej. Odznaczony Złotą Szpilką za rysunki satyryczne (1983). Laureat wielu nagród za prace, które prezentował na kilkudziesięciu wystawach w Polsce i za granicą, m.in. w Muzeum Karykatury (m.in. „Eros w karykaturze” (1987) i „Telemagia” (2005)), a także w salonie Bydgoskiego Towarzystwa Fotograficznego w Bydgoszczy (1989) oraz na wystawie indywidualnej w Klubie Mozaika i w Galerii Poczta (2005) w Bydgoszczy. Odznaczony Srebrnym Krzyżem Zasługi za wkład w kulturę bydgoską.